# All-Star Game LFB 2001
Le All-Star Game LFB 2001 est la 3e édition du All-Star Game LFB. Il se déroule le 24 novembre 2001 au Palais des sports de Beaublanc à Limoges. L’équipe des étrangères de la LFB est opposée à l'équipe de France. Les étrangères battent les Bleues (77-73). Allison Feaster a été élue MVP. La meilleure marqueuse du match est Isabelle Fijalkowski avec 21 points.

## Joueuses

### Équipe de France
| Position    | Joueuse               | Équipe               |
| ----------- | --------------------- | -------------------- |
| Pivot       | Isabelle Fijalkowski  | Valenciennes         |
| Meneuse     | Edwige Lawson-Wade    | Valenciennes         |
| Ailière     | Sandra Le Dréan       | Valenciennes         |
| Pivot       | Lœtitia Moussard      | Lattes Montpellier   |
| Meneuse     | Yannick Souvré        | Bourges              |
| Pivot       | Sandra Dijon-Gérardin | Bourges              |
| Pivot       | Dominique Tonnerre    | Tarbes Gespe Bigorre |
| Ailière     | Johanna Boutet        | W Bordeaux Basket    |
| Ailier fort | Nathalie Lesdema      | Valenciennes         |
| Arrière     | Laure Savasta         | Tarbes Gespe Bigorre |

### All-Stars étrangères
| Position    | Joueuse            | Équipe               |
| ----------- | ------------------ | -------------------- |
| Ailière     | Allison Feaster    | Valenciennes         |
| Meneuse     | Alicia Poto        | Bourges              |
| Arrière     | Kate Starbird      | Reims                |
| Pivot       | Patrena Trice-Hill | Reims                |
| Ailier fort | Elena Nikipolskaïa | USO Mondeville       |
| Ailière     | Barbara Farris     | Nice                 |
| Ailière     | Marcela Kalistová  | Nice                 |
| Pivot       | Irina Gerlits      | W Bordeaux Basket    |
| Pivot       | Rankica Šarenac    | Tarbes Gespe Bigorre |
| Pivot       | Carolyn Moos*      | Sceaux               |

* Carolyn Moos remplace Adriana Aparecida dos Santos blessée.

## Concours
Concours de tirs à 3 points : Laure Savasta et Sandra Le Dréan (vainqueur)